# ديك روبرتس (لاعب اتحاد الرغبي)
ديك روبرتس (بالإنجليزية: Dick Roberts)‏ هو لاعب اتحاد الرغبي نيوزيلندي، ولد في 23 يناير 1889 في Manaia, Taranaki ‏ في نيوزيلندا، وتوفي في 8 مارس 1973.